# Don Sutton
Donald Howard Sutton (ur. 2 kwietnia 1945 w Clio, zm. 18 stycznia 2021 w Rancho Mirage) – amerykański baseballista, który występował na pozycji miotacza przez 23 sezony w Major League Baseball. 

## Życiorys
We wrześniu 1964 podpisał kontrakt jako wolny agent z Los Angeles Dodgers i początkowo grał w klubach farmerskich tego zespołu, między innymi w Albuquerque Dodgers, reprezentującym poziom Double-A. W MLB zadebiutował 14 kwietnia 1966 w meczu przeciwko Houston Astros, notując porażkę. Pierwsze zwycięstwo zaliczył cztery dni później również w spotkaniu z Astros.
W latach siedemdziesiątych XX wieku cztery razy wystąpił w Meczu Gwiazd. W All-Star Game 1977 rozegrał trzy zmiany, zaliczył cztery strikeouty, oddał jedno uderzenie i został wybrany najbardziej wartościowym zawodnikiem tego meczu. W latach 1981–1985 grał w Houston Astros, Milwaukee Brewers i Oakland Athletics. W grudniu 1985 podpisał kontrakt z California Angels. 18 czerwca 1986 w meczu przeciwko Texas Rangers zanotował 300. zwycięstwo MLB. Zawodniczą karierę zakończył w 1988 w Los Angeles Dodgers.
W 1998 numer 20, z którym występował, został zastrzeżony przez klub Los Angeles Dodgers. W tym samym roku został uhonorowany członkostwem w Baseball Hall of Fame. W późniejszym okresie był komentatorem telewizyjnym meczów Atlanta Braves i Washington Nationals.
| Nagroda/wyróżnienie            | Lata                   | Źródło |
| 4× All-Star                    | 1972, 1973, 1975, 1977 | [ 2 ]  |
| MLB All-Star Game MVP          | 1977                   | [ 5 ]  |
| Baseball Hall of Fame          | od 1998                | [ 8 ]  |
| # 20 zastrzeżony przez Dodgers | 1998                   | [ 7 ]  |

## Śmierć
Zmarł 18 stycznia 2021 roku w Rancho Mirage w wieku 75 lat.